# 6 км дороги Кемь-Калевала
6 км доро́ги Кемь-Калева́ла — посёлок в Кемском районе Республики Карелия. Входит в состав Кемского городского поселения.

## География
Посёлок находится к востоку от автотрассы «Кола», на расстоянии 6 км к западу от города Кемь, административного центра района.

## Население
| 2002 | 2009 | 2010 | 2013 |
| ---- | ---- | ---- | ---- |
| 16   | ↘2   | ↗4   | →4   |